# Хвойник шероховатый
Хво́йник шероховатый (лат. Ephedra aspera) — вид кустарников рода Хвойник (Ephedra) монотипного семейства Хво́йниковые, или Эфедровые (Ephedraceae).
Произрастает в степных районах на севере Мексики и Калифорнии.

## Ботаническое описание
Прямстоячий кустарник высотой 0,5—1,5 м, с серо-зелёной, очень шероховатой корой. Ветви от бледно- до тёмно-зелёных, с возрастом желтеют, шероховатые, с многочисленными продольными канавками; междоузлия длиной 1—6 см.
Почки длиной 1—2 мм, конические, с тупой верхушкой. Листья супротивные, реже мутовчатые, длиной 1—3 (до 5) мм.
Мужские колоски в числе двух, реже одиночные или по три, обратнояйцевидные, длиной 4—7 мм, сидячие или, реже, на коротких цветоносах; прицветники супротивные, в числе 6—10 пар, от жёлтых до красно-коричневых, обратнояйцевидные, длиной 3—4 мм, шириной 2—3 мм.
Женские колоски обычно, обычно, в числе двух, яйцевидные, длиной 6—10 мм, сидячие или на коротких, чешуйчатый цветоносах; прицветники супротивные, в числе 5—7, круглые, длиной 4—7 мм, шириной 2—4 мм.
Прицветники при зрелых семенах не крылатые или лишь слегка узко-крылатые, лишь слегка увеличенные.
Зрелые семена сухие, эллипсоидальные, длиной 5—8 мм, шириной 2—4 мм, от светло-коричневых до коричневых, окруженные пленчатыми, гладкими, шероховатыми, свободными прицветниками.

## Таксономия
Вид Хвойник шероховатый входит в род Хвойник (Ephedra) монотипного семейства Хвойниковые (Ephedrales) монотипного порядка Хвойниковые (Ephedrales).
|                                             |                   |                                               |                        |             |  |  |  |  |                         |  | ещё более 65 видов |
|                                             |                   |                                               |                        |             |  |  |  |  |                         |  |                    |
| монотипный порядок Хвойниковые (Ephedrales) |                   | монотипное семейство Хвойниковые (Ephedrales) |                        | род Хвойник |  |  |  |  |                         |  |                    |
| монотипный порядок Хвойниковые (Ephedrales) |                   |                                               |                        | род Хвойник |  |  |  |  |                         |  |                    |
|                                             | отдел Гнетовидные |                                               |                        |             |  |  |  |  | вид Хвойник шероховатый |  |                    |
|                                             | отдел Гнетовидные |                                               |                        |             |  |  |  |  | вид Хвойник шероховатый |  |                    |
|                                             |                   |                                               | ещё 2 порядка растений |             |  |  |  |  |                         |  |                    |
|                                             |                   |                                               |                        |             |  |  |  |  |                         |  |                    |